# Nomioides arabicus
Nomioides arabicus är en biart som beskrevs av Pesenko 1983. Nomioides arabicus ingår i släktet Nomioides och familjen vägbin. Inga underarter finns listade i Catalogue of Life.